# Людина-павук: Додому шляху нема
«Люди́на-паву́к: Додо́му шля́ху нема́» (англ. Spider-Man: No Way Home) — американський супергеройський фільм, заснований на коміксах видавництва Marvel Comics про однойменного персонажа. Фільм спродюсований Marvel Studios і Columbia Pictures, спільно з Sony Pictures Entertainment як дистриб'ютором. Є двадцять сьомою в рамках Кіновсесвіту Marvel, і четвертою стрічкою в Четвертій фазі. Є продовженням фільму «Людина-павук: Повернення додому» (2017) та «Людина-павук: Далеко від дому» (2019). Режисер фільму: Джон Воттс, сценаристи: Кріс Маккенна та Ерік Соммерс, до головної ролі повернеться Том Голланд у ролі Пітера Паркера / Людини-павука, а також Зендая, Джон Фавро, Джейкоб Баталон, Маріса Томей, Джеймі Фокс та з'явиться Бенедикт Камбербетч.
Триквел Людини-павука у рамках КВМ був задуманий ще в 2017 році, під час виробництва «Людина-павук: Повернення додому». До серпня 2019 року переговори між Sony та Marvel Studios про зміну їхньої угоди — в якій вони спільно створюють фільми про Людину-павука — закінчилися тим, що Marvel Studios залишила проєкт. Однак негативна реакція шанувальників призвела до угоди між двома компаніями через місяць. У той час Воттс, Маккенна, Соммерс та Голланд повернулись. Зйомки розпочалися в жовтні 2020 року в Нью-Йорку, а потім переїхали до Атланти пізніше того ж місяця. Зйомки також відбувалися в Лос-Анджелесі та Ісландії, і завершилися в березні 2021 року.
Прем’єра «Людина-павук: Додому шляху нема» відбулася в театрі Fox Village в Лос-Анджелесі 13 грудня 2021 року, а в кінотеатрах США стрічка вийшла 17 грудня в рамках четвертої фази КВМ. Показ фільму в Україні відбувся 16 грудня 2021 року. Фільм отримав позитивні відгуки від критиків із похвалою за гру та акторський склад, сценарій, емоційну вагу, режисуру, сцени дії, операторську роботу та музичну партитуру. Він зібрав понад $1,785 мільярдів у всьому світі. Наразі розробляється квадриквел разом з Людиною-павуком Тома Голланда.

## Сюжет
«Людина-павук: Немає шляху додому» починається з того ж місця, де закінчилася «Людина-павук: Далеко від дому»: Квентін Бек (Містеріо) розкриває особистість Пітера Паркера як Людину-павука. Департамент США з ліквідації руйнувань допитує Паркера, його тітку Мей, його дівчину ЕмДжей та найкращого друга Неда Лідса. Пітера звинувачують у вбивстві Містеріо, проте адвокат Метт Мердок домагається зняття звинувачень, але Пітер Паркер та його близькі продовжують боротися із підвищеною увагою журналістів та громадськості. Массачусетський технологічний інститут (MIT) відхиляє заяви про прийом від Пітера, ЕмДжей і Неда, після чого Паркер приходить у Санктум Санкторум і просить допомоги у Стівена Стренджа. Стрендж пропонує застосувати закляття "Руни Коф-Каф", яке змусить всіх жителів планети забути, що Пітер Паркер - це Людина-павук. Верховний чарівник Землі Вонг застерігає його, що це небезпечно і йде. Під час виголошення закляття Пітер просить внести до нього зміни, щоб ЕмДжей, Нед та тітка Мей зберегли свої спогади. Повторні вимови і корективи порушують цілісність заклинання, відкриваючи Мультивсесвіт, проте Стівену вдається помістити закляття в магічний багатогранник, обмеживши його дію на Всесвіт. Дізнавшись, що Паркер навіть не спробував зателефонувати до інституту та обговорити ситуацію, Стрендж виставляє його за двері.
Паркер намагається переконати проректора «MIT», яка проїжджає міст Олександра Гамільтона, прийняти заяви ЕмДжей та Неда. Раптом на Пітера нападає Отто Октавіус. Октавіус хапає його і, відламавши частину костюма залізного павука, інтегрує наночастинки у свої маніпулятори. Проте Паркер за допомогою часток бере маніпулятори під свій контроль та рятує проректора. На мосту з'являється Норман Озборн та підриває автомобілі своїми «гарбузовими» бомбами. Стівен Стрендж переміщає Паркера і Октавіуса до Санктуму Санкторум, де поміщає Доктора Восьминога в магічну камеру, в одній з яких вже знаходиться Курт Коннорс, якого Стрендж захопив раніше. Стівен пояснює Паркеру, що виголошення зіпсованого закляття призвело до появи в їхньому всесвіті всіх тих, хто знає особистість Людини-павука, з інших частин Мультивсесвіту. Стрендж оновлює вебшутери Пітера за допомогою магії, і просить його разом з ЕмДжей і Недом знайти і захопити «гостей», що залишилися.
Паркер вирушає до лісу до військової бази, звідки надходили повідомлення про аномалію. По дорозі він стикається з Максом Діллоном, але за допомогою Флінта Марко Пітер вдається здолати Макса. Паркер, поговоривши з обома, переміщає їх у камери у Санктум Санкторумі. Тим часом Норман Озборн відновлює контроль над своєю роздвоєною особистістю, розбиває свою маску і вирушає у притулок для безпритульних «П.І.Р.», де працює тітка Мей. Поговоривши з Норманом, Мей просить Пітера спробувати «виправити» лиходіїв. Паркер приводить Озборна до Санктуму Санкторуму. Розмовляючи один з одним, захоплені лиходії розуміють, що деякі з них зникли зі своїх всесвітів незадовго до власної загибелі під час битви з Людиною-павуком. Прибуває Стрендж і відразу поміщає Нормана в камеру. Він представляє Паркеру кубічний артефакт «Махіна Ді Кадавус», в який він уклав зіпсоване закляття, і збирається вчинити ритуал, щоб відправити лиходіїв назад у їхню реальність. Однак Пітер, розуміючи, що Стрендж відправляє їх на вірну смерть, відбирає куб у Стренджа під час ритуалу та втікає. Стрендж переміщає Пітера в дзеркальний вимір, проте Паркер пов'язує мага павутиною і краде здвій-перстень для телепортацій. Пітер пропонує лиходіям спробувати «вилікувати» їх від їхніх суперздатностей і безумства, що може запобігти їх загибелі після повернення. Пітер звільняє лиходіїв та приводить їх у квартиру Геппі Гогана. Паркеру за допомогою Нормана Озборна вдається відтворити для Октавіуса діючий чіп контролю над маніпуляторами. Паркер виготовляє для Діллона енергетичний сифон на основі технології дугового реактора Тоні Старка, за допомогою якого він має намір поглинути усю зайву енергію з тіла Макса. Однак особистість Зеленого Гобліна бере гору над Озборном і переконує інших лиходіїв не відмовлятися від своїх здібностей. Електро, Піщана людина та Ящір тікають. Пітер бореться з Гобліном, а Мей намагається втекти з незакінченими пристроями лікування для лиходіїв. Усвідомивши, що саме тітка Мей вклала у Пітера високі моральні цінності, Гоблін атакує її своїм глайдером і кидає у неї бомбу. Мей помирає на руках Пітера, говорячи племіннику перед смертю, що "з великою силою завжди приходить велика відповідальність".
Джей Джон Джеймсон повідомляє про це в новинах на TheDailyBugle.net. Нед виявляє, що з допомогою здвій-персня Стренджа може створювати портали. Він і ЕмДжей використовують перстень, щоб спробувати знайти Пітера, проте натомість вони телепортують до будинку Неда дві інші версії Пітера Паркера, які також перемістилися з інших реальностей заклинанням Стренджа. Нед і ЕмДжей знаходять скорботного Пітера. Дві інші Людина-павука діляться своїми переживаннями про загибель близьких і надихають Пітера боротися на згадку про тітку Мей.
Три Паркери в лабораторії розробляють ліки для втікачів і заманюють Електро, Пісочну людину і Ящера до Статуї Свободи, що реконструюється. Починається битва, і спочатку три Людини-павуки діють хаотично. Взявши тайм-аут, Павуки вирішують боротися злагоджено: Паркер цього всесвіту позначає себе як Пітер-1, Паркер із всесвіту Озборна, Октавіуса і Марко – як Пітер-2, а Паркер із всесвіту Коннорса та Діллона – як Пітер-3. ЕмДжей ховає куб у лабораторії, але Неду не вдається закрити портал до неї. Пітеру-2 вдається ввести сироватку та вилікувати Флінта Марко. За допомогою Октавіуса, що прибув, вдається вилікувати від надздібностей і Макса Діллона. Ящір помічає незакритий портал та потрапляє до лабораторії. Рятуючись від нього, ЕмДжей та Нед вибігають із порталу. Однак Павуки справляються і з Коннорсом, перетворюючи його знову на людину. Стівен Стрендж повертається із Дзеркального виміру і готується знову привести в дію своє закляття. Отто Октавіус і три Людини-павука намагаються захистити куб і Стренджа від Зеленого Гобліна, що прибув, проте той підриває куб і розломи в Мультивсесвіті починають розростатися. Через вибух, щит на Статуї відламується і руйнує будівельні риштування, внаслідок чого ЕмДжей падає вниз. Пітеру-1 не вдається спіймати її через Зелений Гоблін, але дівчину встигає врятувати Пітер-3, який втратив Гвен Стейсі за схожих обставин. Стрендж намагається утримати бар'єр між всесвітами, а Пітер-1 намагається вбити Озборна. Пітер-2 зупиняє його, але отримує від Гобліна ножове поранення у спину. Пітер-3 кидає Пітеру-1 ліки для Озборна, що відновлює його свідомість. Бар'єри в Мультивсесвіті продовжують руйнуватися, і Пітер розуміє, що єдиний спосіб захистити її — повернутися до початкової версії заклинання, однак за умови, що всі забудуть не просто особистість Людини-павука, а Пітера. Паркер обіцяє ЕмДжей та Неду, що знайде їх знову і розповість усю правду. Стрендж приводить закляття в дію, повертає всіх Павуків і лиходіїв у їхній всесвіт і стирає пам'ять про Паркера у кожного жителя свого всесвіту. Через кілька місяців, на Різдво, Пітер відвідує ЕмДжей і Неда, щоб знову розповісти їм про себе, але вирішує не робити цього, турбуючись про їхню безпеку. На могилі тітки Мей Пітер розмовляє з Геппі, який його не знає. Хлопець знаходить орендовану квартиру, шиє собі новий костюм і відновлює супергеройське життя.
У першій сцені після титрів Едді Брок і Веном, які також перемістилися з іншого всесвіту, вирішують вирушити до Нью-Йорка і знайти Людину-павука. Однак після повторного закляття Стренджа вони повертаються у свою реальність, випадково залишаючи на столі в барі частинку симбіота. Друга сцена після титрів у форматі тизера анонсує картину "Доктор Стрендж: У мультивсесвіті божевілля" і повідомляє, що "Доктор Стрендж повернеться".

## У ролях
- Том Голланд — Пітер Паркер / Людина-павук:  Підліток і Месник, який отримав павукоподібні здібності після укусу радіоактивного павука. Фільм досліджує наслідки сцени в середині титрів «Людина-павук: Далеко від дому» (2019), в якій розкривається особистість Паркера як Людини-павука, а Паркер більш песимістичний на відміну від попередніх  стрічок Кіновсесвіту Marvel (КВМ). Голланд сказав, що Паркер почувається переможеним і невпевненим, і йому було дослідити темну сторону персонажа. Повернення до зображення Паркера, включаючи підвищення висоти його голосу та повернення до мислення «наївного, чарівного підлітка», було дивним досвідом для Голланда після того, як він взяв більш зрілі ролі, як-от у «Загублене серце» (2021).
- Зендея — Мішель «ЕмДжей» Джонс-Ватсон: однокласниця і дівчина Пітера Паркера.
- Бенедикт Камбербетч — доктор Стівен Стрендж: Нейрохірург, який став майстром містичних мистецтв після автомобільної аварії, що завершила кар'єру. Голланд відчував, що Стрендж не був наставником Паркера, на відміну від Роберта Дауні-молодшого, Тоні Старка у фільмі «Людина-павук: Повернення додому» (2017), але натомість вважав їх «колегами» і зазначив, що їхні стосунки розриваються протягом фільму. Камбербетч відчував, що між Стренджем і Паркером були близькі стосунки, тому що обидва є «супергероями сусідства» зі спільною історією.
- Джейкоб Баталон — Нед Лідс: найкращий друг Паркера. Баталон схуд на 102 фунти (46 кг) за свою роль у цьому фільмі.
- Джон Фавро — Гарольд «Геппі» Гоґан: керівника служби безпеки Stark Industries та колишній водій і охоронець Тоні Старка, який доглядає за Паркером.
- Віллем Дефо — Норман Осборн / Зелений Гоблін: Вчений і генеральний директор Oscorp з альтернативної реальности, який випробував на собі нестабільний підсилювач сили і розвинув божевільну альтернативну особистість, використовуючи вдосконалену броню та спорядження Oscorp. Дефо повторює свою роль із трилогії Сема Реймі про Людину-павука. Дефо вважав, що Зелений Гоблін був «далі по лінії» з «кількома більше трюками в рукаві» порівняно з його зображенням у «Людині-павуку» (2002). Персонаж також отримує оновлення свого костюма, щоб зробити його більш схожим на свого аналога з коміксів.
- Альфред Моліна — Отто Октавіус / Доктор Восьминіг: Вчений з альтернативної реальності з чотирма механічними щупальцями зі штучним інтелектом, які приросли до його тіла після нещасного випадку і які контролюють його та роблять злим. Моліна повторює свою роль з Реймі «Людина-павук 2» (2004), причому ця поява продовжується з історії персонажа до його смерті в цьому фільмі. Моліна був здивований таким підходом, тому що він постарів за роки після того, як зняв цей фільм, і більше не мав тієї самої фізичної форми; Для того, щоб фізично він виглядав так само, як у «Людині-павуку 2», було використано цифрове старіння. Механічні щупальця були створені за допомогою CGI, а не за допомогою ляльки, як у «Людині-павуку 2».
- Джеймі Фокс — Макс Діллон / Електро: Інженер-електрик Oscorp з альтернативної реальности, який отримав здібності керування електроенергією після того, як впав у басейн з генетично модифікованими електричними вуграми. Фокс повторює свою роль у фільмі Марка Вебба «Нова Людина-павук 2. Висока напруга» (2014). Персонаж був перероблений, відмовившись від його оригінального блакитного дизайну, заснованого на Ultimate Marvel, на користь більш жовтого, схожого на його основний коміксний зовнішній вигляд.
- Бенедикт Вонґ — Вонґ: наставник і друг Стренджа, який став новим Верховним чаклуном під час відсутності Стренджа після блиму.
- Тоні Револорі — Юджин «Флеш» Томпсон: однокласник і колишній суперник Паркера.
- Маріса Томей — Мей Паркер: тітка Паркера.
- Ендрю Ґарфілд — Пітер Паркер / Людина-павук: Альтернативна версія Паркера, якого переслідує невдача врятувати свою померлу дівчину Ґвен Стейсі. Ґарфілд повторює свою роль із дилогії Вебба «Нова Людина-павук».
- Тобі Маґвайр — Пітер Паркер / Людина-павук: Альтернативна версія Паркера. Маґвайр повторює свою роль з трилогії Сема Реймі про Людину-павука.У фільмі інші Пітери називали його "Пітер-2". На відміну від інших двох Пітерів Паркерів, не використовує вебшутери, тому що має вироблення органічного павутиння з залоз на зап'ястях.

Крім того, Ріс Іванс повторює свою роль доктора Курта Коннорса / Ящіра, вченого з Оскорпу з альтернативної реальності, який намагався створити регенеруючу сироватку, щоб допомогти відростити кінцівки та людську тканину, але перетворився на великого рептилійного монстра з фільму Вебба «Нова Людина-павук» (2012), у той час як Томас Гейден Черч повторює свою роль Флінта Марко / Пісочної людини, дрібного шахрая з альтернативної реальності, який отримав схожі на пісок здібності після нещасного випадку, з Реймі «Людина-павук 3» (2007).
Свої ролі з попередніх фільмів КВМ про Людину-павука повторюють Анґнурі Райс у ролі Бетті Брант, однокласниці Паркера та колишньої дівчини Лідса; Ґаннібал Бересс — тренер Вілсон, викладач фізкультури в Мідтаунській школі науки і техніки; Мартін Старр у ролі Роджера Гаррінґтона, академічного вчителя десятиборства Паркера; Дж. Б. Смув у ролі Джуліуса Делла, вчителя Паркера; і Дж. К. Сіммонс у ролі Дж. Джони Джеймсона, ведучого TheDailyBugle.net. Чарлі Кокс повторює свою роль Метта Мердока з телевізійного серіалу Netflix «Шибайголова». Пола Ньюсом і Аріан Моаєд виступають як адміністратор Массачусетського технологічного інституту та агент DODC Клірі відповідно. Том Гарді з’являється в сценах середині титрів у ролі Едді Брока / Венома, повторюючи свою роль із Всесвіту Людини-павука від Sony. Джейк Джилленгол з'являється у ролі Квентіна Бека / Містеріо через архівні кадри з «Людина-павук: Далеко від дому». Брат Голланда Гаррі збирався знятися в ролі наркоторговця після того, як зробив те ж саме у «Загублене серце», але його сцени були вилучені з останньої частини.

## Виробництво

### Передісторія
Під час виробництва фільму «Людина-павук: Повернення додому» (2017) Marvel Studios та Sony Pictures планували два продовження Людини-павука. У червні 2017 року зірка Том Голланд заявив, що третій фільм відбудеться під час старшого курсу Пітера Паркера. У липні 2019 року президент Marvel Studios Кевін Файґі заявив, що у третьому фільмі буде представлена «історія Пітера Паркера, яка ще ніколи не знімалася на кіно» через фінал другого фільму «Людина-павук: Далеко від дому» (2019), який публічно відкрив, що Паркер — Людина-павук. Режисер двох перших фільмів Джон Ваттс висловив зацікавленість у тому, що Мисливець Кравен стане головним антагоністом триквелу.
У серпні 2019 року розпочась розробка триквелу й квадриквелу про Людину-павука в рамках Кіновсесвіту Marvel; Marvel Studios та її материнська компанія Walt Disney Studios кілька місяців обговорювали питання розширення своєї угоди з Sony. Існуюча угода передбачала, що Marvel випускають фільми про Людина-павука для Sony і отримують 5 % свого доходу. Sony хотіла розширити угоду, включивши більше фільмів, ніж було домовлено спочатку, зберігаючи ті самі умови оригінальної угоди. Дісней висловив занепокоєння робочим навантаженням Файґі, яке вже створює проєкти для франшизи, і попросив 25-50 % акцій у будь-яких майбутніх фільмах, вироблених Файґі для Sony. Не вдавшись домовитись, Sony оголосила, що рухатиметься вперед у наступному фільмі про Людина-павук без участі Фейгі або Marvel Studios. У їхній заяві було визнано, що ця ситуація може змінитися в майбутньому, було подякувано Файґі за його роботу над першими двома фільмами та заявлено, що вони високо оцінили його роботу, яка допомогла поставити їх на шлях, який вони збираються продовжити.
Кріс Маккенна та Ерік Соммерс писали сценарій третього фільму до моменту анонсу Sony, також зробивши це для фільму другого фільму, але Воттс отримував пропозиції режисувати великі фільми для інших студій, а не повертатися до франшизи, включаючи можливість працювати на Marvel Studios та Файґі. У вересні голова Sony Pictures Entertainment Тоні Вінчікерра заявив, що «на даний момент двері зачинені» для Людина-павука Тома Голланда в КМА, і підтвердив, що персонаж буде інтегрований із власним спільним всесвітом Sony — Sony Pictures Universe of Marvel Characters. Відповідаючи на негативну реакцію шанувальників після цього оголошення, Вінчікерра додав, що «люди Marvel — це приголомшливі люди, ми з великою повагою ставимося до них, але, з іншого боку, у нас є власні досить приголомшливі люди. Файлі не зробив усієї роботи… ми цілком здатні зробити те, що ми маємо тут робити». Однак після того, коли ця негативна реакція шанувальників продовжилася на дворічній з'їзді D23 Діснея та за наполяганням Голланда, який особисто розмовляв з виконавчим директором Disney Бобом Айґером та головою Sony Pictures Motion Picture Group Томом Ротманом, компанії повернулися до переговорів.
Наприкінці вересня Sony і Disney оголосили про нову угоду, яка дозволить Marvel Studios і Файґі випустити ще один фільм про Людину-павука для Sony, запланований на 16 липня 2021 року, зберігаючи персонажа в кінематичному Всесвіті Marvel. Як повідомлялося, Дісней співфінансує 25 % фільму в обмін на 25 % прибутку фільму, зберігаючи при цьому права мерчандайзингу на персонажа. Угода також дозволила Людині-павуку Тома Голланда зніматись в інших стрічках студії Marvel. Файґі заявив: «Я дуже радий, що подорож Спайді в КВМ продовжиться, і я, і всі ми в студії Marvel дуже раді, що продовжуємо над цим працювати». Він додав, що рухаючись вперед Людина-павук зможе «перетинати кінематографічні всесвіти» і з'являтися у власному спільному всесвіті Sony. Цю взаємодію називали «дзвінком і відповіддю» між двома франшизами, оскільки вони визнають деталі між ними, що можна було б описати як загальний детальний всесвіт". Sony описала їхні попередні фільми зі студії Marvel як «велику співпрацю» і сказала, що «наше взаємне бажання продовжувати було рівним бажанню багатьох шанувальників». На момент укладення нової угоди Воттс провів заключні переговори щодо режисури фільму.
Обговорюючи нову угоду в жовтні, Айґер пояснив це зусиллями Голланда, а також реакцією фанів на закінчення початкової угоди, сказавши: «Я співчував Голланду, і було зрозуміло, що шанувальники хочуть, щоб це сталося.» Він додав, що під час переговорів про угоду як Sony, так і Дісней забули, що «є інші люди, які насправді мають значення». Ротман додав, що, на його думку, угода була «виграш-виграш. Перемога Sony, перемога Disney, перемога шанувальників». Говорячи про серпневі звіти про зрив переговорів, Ротман сказав, що викриття в засобах масової інформації таких дискусій, як переговори, не обов'язково узгоджуються з реальними обговореннями, що відбуваються, і він вважає, що остаточна угода відбулася б без звітів і фан-дискурс, кажучи: «Ми б вже туди потрапили, і новини випередили деякі речі». Також у жовтні Зендая підтвердила повторення своєї ролі ЕЕмДжей у продовженні. До кінця року очікувалося, що зйомки почнуться в середині 2020 року.

### Виробництво
У квітні 2020 року Sony перенесла фільм на 5 листопада 2021 року через пандемію COVID-19. У червні Маріса Томей підтвердила, що повернеться на роль Мей Паркер разом з Воттсом, який знову став режисером. Вона сподівалася, що робота Мей як організатора команди буде представлена у фільмі. Наступного місяця Голланд заявив, що виробництво планується проводити з кінця 2020 року по лютий 2021 року і Sony перенесла прем'єру стрічки на 17 грудня 2021 року в США. Також було підтверджено, що Тоні Револорі повторить свою роль Флеша Томпсона.
На початку жовтня стало відомо, що Джейкоб Баталон повторить свою роль, а Бенедикт Камбербетч та Джеймі Фокс зіграють своїх героїв, варто зауважити, що Джеймі Фокс повторить свою роль Електро із «Нова Людина-павук 2. Висока напруга» від Sony 2 (2014). Зйомки мали розпочати пізніше того ж місяця. Під час кастингу Фокса Річард Ньюбі з «Голлівуд Репортер» обговорив теорії, що фільм створює живий екшн «Павучий всесвіт», сказавши, що він не переконаний, оскільки вважає, що кастинг був неправильним. Ньюбі також обговорив кастинг Камбербетча, вважаючи, що це вказує на те, що фільм черпатиме натхнення в сюжетних лініях коміксів «Ще один день» та «Одна мить у часі», у яких магія використовується для відновлення таємної особистості Паркера. Ньюбі дійшов висновку, що Доктор Стрендж та Електро можуть «закласти основу для майбутньої події „Павучий всесвіт“, але щось мені підказує, що ми трохи попереду себе, і … фільм буде чимось більш стриманим, хоча і не менш вражаючим.»

### Фільмування
Зйомки відбувались з 14 по 16 жовтня 2020 року в Квінсі, штат Нью-Йорк, під робочою назвою Serenity Now. Зйомки відбувалися в районах Асторія, Саннісайд та Лонг-Айленд-Сіті. Продукція переїхала до Атланти до 25 жовтня, коли Голланд, Баталон і Зендая приєдналися до основного процесу після того, як Голланд закінчила зйомку Uncharted (2021) Sony двома днями раніше, Щоб зменшити взаємодію між акторським складом і членами знімальної групи на знімальному майданчику під час коронавірусної пандемії та запобігти подальшим відключенням, виробництво, як повідомляється, було покладено «інноваційну нову технологію», яка сканує акторів у систему візуальних ефектів, яка може наносити макіяж та костюми на акторів під час пост-продакшна. Камбербетч зніме свої сцени для стрічки перед тим, як розпочати роботу над «Доктором Стренджем у мультивсесвіті божевілля» (2022). Очікується, що фільмування також відбуватиметься в Лос-Анджелесі та Ісландії і триватимуть до березня 2021 року.
Друга знімальна група провела зйомки в Нью-Йорку з 14 по 16 жовтня 2020 року під робочою назвою «Спокой прийди», щоб отримати адресні плани для подальшого виробництва. Зйомки також проводилися на околицях Асторії, Шаблон:Нп4 і Лонг-Айленд-Сіті в Квінсі. 23 жовтня зйомки проводились у Ґрінвіч-Віллідж на Мангеттені.
25 жовтня виробництво картини перемістилося до Атланти, де до знімальної групи приєдналися Голланд, Баталон і Зендея після того, як Голланд закінчив зйомки у фільмі Sony «Анчартед: На картах не значиться» (2022) на два дні раніше. Мауро Фіоре виступив оператором-постановником фільму, замінивши на посаді Шеймаса Макгарві, який був змушений покинути проєкт після зараження коронавірусом та через конфлікт у розкладі з фільмом «Сірано» після перенесення зйомок «Людина-павук: Додому шляху нема». Спочатку датою початку виробництва був липень 2020 року, але її перенесли у зв'язку з пандемією COVID-19. Зйомки проводилися на студії Trilith Studios за дотримання суворих заходів безпеки з метою запобігання поширенню COVID-19. Щоб зменшити взаємодію між акторами та членами знімальної групи на майданчику під час пандемії та запобігти подальшим заморозкам зйомок, виробництво, як повідомлялося, спиратиметься на «інноваційну нову технологію», яка скануватиме акторів для системи візуальних ефектів, яка може накладати грим та костюми на акторів під час пост-продакшену. Була також встановлена світлова система, що сигналізує, коли актори можуть зняти маски і надіти їх. До кінця листопада 2020 року Камбербетч приступив до зйомок своїх сцен в Атланті перед початком роботи над фільмом «Доктор Стрендж у мультивсесвіті божевілля», зйомки якого почалися того ж місяця в Лондоні. Виробництво «Людина-павук: Додому шляху нема» тривало від семи до восьми тижнів, до різдвяної перерви, під час якої використовувалися робочі назви «Спокій прийди» та «Листопадовий проєкт».
До грудня Альфред Моліна уклав контракт на повернення до ролі Отто Октавіуса / Лікаря Восьминога з фільму «Людина-павук 2» (2004) від Sony. На той час видання Collider повідомило, що Ендрю Ґарфілд повернеться до ролі Пітера Паркера. Маґвайр веде переговори про повернення до ролі його Пітера Паркера / Людина-павука з фільмів Реймі, і Емма Стоун також мала повернутися до ролі Ґвен Стейсі з фільмів Вебба. Обговорюючи повернення акторів з попередніх франшиз про Людину-павука, Ньюбі здалося, що фільм у стилі кросовера може "зменшити ефект" від успішного анімаційного фільму Sony «Людина-павук: Навколо всесвіту» (2018). Макміллан порівняв «Через всесвіти» з коміксами «Криза на Безкінечних Землях» від DC Comics, сказавши, що «мультивселенська сюжетна лінія дає Marvel можливість обрубати деякі вільні кінці, при цьому створюючи майбутнє свого кінематографічного всесвіту, і здійснити мрії деяких фанатів». Крім того, він вважав за можливу появу інших Людей-павук у фільмі, включаючи персонажів з «Через всесвіт», актора Ніколаса Гаммонда із серіалу телесеріалу 1970-х років, або Такуя Ямасіро. Макміллан також посилався на переговори щодо контракту між Marvel і Sony, припустивши, що за допомогою фільму Людина-павук може бути відокремлена від КВМ. Хоай-Тран Буй з / Film побоювалася, що фільм стає «надто переповненим», і побажала, щоб Голланд міг «впоратися з роллю без участі більших акторів», але їй була приємна думка про «який-небудь старий доброї балаканини між Голландом, Ґарфілдом та Маґвайром». Адам Б. Вері з «Variety» зазначив, що ці повідомлення не були підтверджені і викликали невизначеність, чи з'являться актори з повними ролями або лише як камео. Незабаром після цього Голланд розповів, що, наскільки йому відомо, Маґвайр і Ґарфілд не з'являться у фільмі, а Файгі підтвердив, що «Людина-павук: Додому шляху нема» буде пов'язане з «Мультивсесвітом божевілля». Багатьох акторів, які повернулися з попередніх фільмів про Людину-павука, доставляли на знімальний майданчик у плащах, щоб запобігти витоку інформації про їхню участь у фільмах.
У січні 2021 року Файгі визнав, що всередині Marvel фільм називали «Повернення додому 3», хоча це не було його справжньою назвою. До того моменту, за повідомленнями ЗМІ, Чарлі Кокс, який виконував роль Метта Мердока / Шибениці в серіалах Netflix від Marvel Television, знявся у певній ролі у фільмі, а фотографії зі знімального майданчика в Атланті вказували на те, що дія фільму відбуватиметься під час Різдвяний сезон. З 22 по 24 січня 2021 року зйомки проходили в середній школі імені Фредеріка Дугласа. Наступного місяця Голланд описав фільм як «найамбітніший сольний супергеройський фільм» і розвіяв чутки про те, що Маґвайр та Ґарфілд з'являться у фільмі. Наприкінці лютого 2021 року було оголошено назву фільму — «Людина-павук: Додому шляху нема» протягом традиції включати слово «дім» у назви про Людину-павук у КВМ. Зйомки проходили у середній школі Мідтауна з 19 по 21 березня. Система державних шкіл Атланти заборонила використовувати навчальні заклади для зйомок через пандемію COVID-19, але зробила виняток для цього фільму, оскільки школи Фредеріка Дугласа та Мідтаун раніше використовувалися при зйомках фільму «Людина-павук: Повернення додому». На той момент стало відомо, що Хеннібал Баресс знову виконає роль тренера Вілсона, а в серпні 2021 року Баресс випустив музичне відео, в якому показав, що він знімав сцени в Атланті. Голланд вважав, що у «Людина-павук: Додому шляху нема» були «вісцеральніші» бойові сцени, ніж у попередніх двох фільмах, а також більше рукопашного бою. Зйомки завершились 26 березня 2021 року. Також очікувалося, що зйомки відбудуться у Лос-Анджелесі та Ісландії.

### Пост-продакшен
У квітні 2021 року Моліна підтвердив, що з'явиться у фільмі, пояснивши, що йому було заборонено говорити про свою роль у фільмі під час зйомок, але він зрозумів, що про його появу були поширені чутки та повідомлення. Пізніше того ж місяця Джей Бі Смув розкрив, що повернеться до ролі вчителя Джуліуса Делла з «Вдалині від дому», тоді як Кокс заявив, що він не брав участі у фільмі. На початку травня Ґарфілд негативно відповів на питання про зйомки у фільмі, але пізніше сказав "ніколи не говори ніколи", а Енгаурі Райс, як з'ясувалося, повернулася до ролі Бетті Брант. Пізніше того ж місяця Стоун спростувала свою участь у фільмі.
Також у травні 2021 року президент Sony Pictures Group Сенфорд Паніч визнав, що у фанатів була плутанина та розчарування з приводу відносин між SSU та КВМ, але заявив, що існує детальний план, і він припустив, що після анонсу фільму SSU «Крейвен-мисливець» (2023) «стає трохи зрозумілішим для глядачів [щодо] того, куди ми прямуємо». Він додав, що «Людина-павук: Додому шляху нема» не допоможе розкрити більше цей план, і Адам Б. Вері з «Variety» прокоментував, що ідея про те, що «Людина-павук: Додому шляху нема» буде включати елементи мультивсесвіту, як вважалося, дозволить Голланду з'явитися як у КВМ, так і в SSU. Офіційний тизер-трейлер підтвердив участь Джона Фавро в ролі Гарольда «Хеппі» Хогана та Бенедикта Вонга в ролі Вонга з минулих фільмів КВМ, а також Дж. К. Сіммонса в ролі Дж. Джони Джеймсона з «Вдалині від дому», який зіграв до цього іншу версію персонажа із трилогії Реймі. Він також підтвердив, що у фільмі з'являться персонажі Електро та Зелений гоблін, маючи на увазі, що це втілення Зеленого гобліна буде версією Віллема Дефо з фільмів Реймі. У вересні 2021 року Ґарфілд знову заперечував, що знімався у фільмі, сказавши: «Що б я не казав… це або буде справді розчаровуючим для людей, або це буде справді захоплюючим».
На початку жовтня багато коментаторів очікували, що Том Харді знову виконає свою роль Едді Брока / Венома з фільмів «Веном» (2018) та «Веном 2» (2021) після того, як сцена після титрів другого фільму показала персонажа, який, по- мабуть, перенісся з їхнього всесвіту (SSU) до КВМ. Файгі зазначив, що було «багато координації» між командами «Венома 2» та «Людина-павук: Додому шляху нема» для роботи над сценою після титрів «Венома 2» і що повний обсяг координації ще потрібно розкрити. Пізніше того ж місяця, для випуску "Empire", присвяченого «Людина-павук: Додому шляху нема», Воттс сказав, що вони намагаються бути амбітними з фільмом, запрошуючи акторів з попередніх фільмів про Людину-павука, що, на думку Голланда, було дивно і шалено.. Було пояснено, що фільм досліджуватиме світи попередніх фільмів, в яких Доктор Восьминіг та Електро, а також Зелений Гоблін Віллема Дефо, Флінт Марко / Пісочна людина Томаса Гейдена Чорча з фільму Реймі «Людина-павук 3» (2007) та Курт Коннорс / Яще Риса Іванса з фільму Вебба «Нова Людина-павук» (2012) були названі персонажами цих світів. На обкладинці номера також були візуальні посилання на деяких із цих персонажів, причому багато коментаторів очікували, що Черч та Іванс з'являться в ролях Пісочної людини та Ящера. Команда «Людина-павук: Додому шляху нема», як кажуть, «не поспішає підтверджувати чи спростовувати появу» кількох персонажів, при цьому Воттс заявив, що ці домисли - непідтверджені чутки, а Файгі сказав, що чутки - це весело, оскільки «багато з них правдиві, а багато хто неправдивий», і застеріг глядачів від очікувань, пов'язаних із чутками, щоб вони раділи фільму, який буде знятий, а не зосереджувалися на тому, що не було зроблено.
На початку листопада Джордж Лендеборг повідомив, що він повернеться до ролі Джейсона Іонелло у фільмі, і, як і його поява в «Поверненні додому» та «Вдалині від дому», матиме «дуже мало спільного з основною» історією. До середини місяця для фільму було завершено додаткові зйомки. Аріан Моайєд розкрив, що на той час він отримав роль у фільмі, тоді як Данст сказала, що вона не з'явиться у фільмі, але "ніколи не відмовиться" знову виконати роль Мері Джейн Вотсон. Другий трейлер до фільму підтвердив участь Дефо, Чорча та Іванса. Паскаль описала «Людина-павук: Додому шляху нема» як «кульмінацію трилогії „Повернення додому“».

## Музика
Майкл Джаккіно заявив, що він має намір написати музику для фільм до жовтня 2020 року, після того як він це зробив для двох попередніх фільмів.
| Людина-павук: Додому шляху нема (Оригінальний саундтрек | Людина-павук: Додому шляху нема (Оригінальний саундтрек  | Людина-павук: Додому шляху нема (Оригінальний саундтрек |
| #                                                       | Назва                                                    | Тривалість                                              |
| ------------------------------------------------------- | -------------------------------------------------------- | ------------------------------------------------------- |
| 1.                                                      | «Intro to Fake News»                                     | 1:11                                                    |
| 2.                                                      | «World’s Worst Friendly Neighbor»                        | 0:52                                                    |
| 3.                                                      | «Damage Control»                                         | 2:17                                                    |
| 4.                                                      | «Being a Spider Bites»                                   | 1:05                                                    |
| 5.                                                      | «Gone in a Flash»                                        | 1:52                                                    |
| 6.                                                      | «All Spell Breaks Loose»                                 | 3:25                                                    |
| 7.                                                      | «Otto Trouble»                                           | 4:19                                                    |
| 8.                                                      | «Ghost Fighter in the Sky / Beach Blanket Bro Down»      | 2:47                                                    |
| 9.                                                      | «Strange Bedfellows»                                     | 1:45                                                    |
| 10.                                                     | «Sling vs Bling»                                         | 5:00                                                    |
| 11.                                                     | «Octo Gone»                                              | 3:34                                                    |
| 12.                                                     | «No Good Deed»                                           | 5:00                                                    |
| 13.                                                     | «Exit Through the Lobby»                                 | 4:15                                                    |
| 14.                                                     | «A Doom With a View»                                     | 2:00                                                    |
| 15.                                                     | «Spider Baiting»                                         | 1:35                                                    |
| 16.                                                     | «Liberty Parlance»                                       | 1:28                                                    |
| 17.                                                     | «Monster Smash»                                          | 1:21                                                    |
| 18.                                                     | «Arc Reactor»                                            | 2:57                                                    |
| 19.                                                     | «Shield of Pain»                                         | 4:51                                                    |
| 20.                                                     | «Goblin His Inner Demons»                                | 3:54                                                    |
| 21.                                                     | «Forget Me Knots»                                        | 6:49                                                    |
| 22.                                                     | «Peter Parker Picked a Perilously Precarious Profession» | 1:31                                                    |
| 23.                                                     | «Arachnoverture»                                         | 10:06                                                   |
| 73:54                                                   |                                                          |                                                         |

## Маркетинг
У травні 2020 року Sony вступила в рекламне партнерство з Hyundai Motor Group, щоб продемонструвати свої нові моделі та технології у фільмі. У листопаді 2021 року Hyundai випустила рекламний ролик під назвою Only Way Home, що рекламує фільм і SUV Ioniq 5, і в ролику знялися Голланд і Баталон, а його режисером став Воттс. У фільмі присутні Ioniq 5 та Hyundai Tucson. Наприкінці лютого 2021 року Голланд, Баталон і Зендея у своїх соціальних мережах опублікували три кадри зі своїми персонажами з фільму разом із підробленими назвами: «Людина-павук: Дзвінок додому», «Людина-павук: Домашній шкідник» та «Людина-павук: Домашній зріз» відповідно. Наступного дня була оголошена офіційна назва фільму за допомогою короткого відео, де Голланд, Баталон і Зендея залишають офіс Воттса (де вони, ймовірно, отримали підроблені назви). У відео Баталон і Зендея зазначають, що Голланду не можна довіряти справжню назву, оскільки він «випадково» розкрив назву другого фільму. Відео закінчується білою дошкою, на якій показано всі розглянуті різні назви, у більшості з яких є слово «дім». Дженніфер Біссет із CNET припустила, що ці назви та логотипи можуть представляти лиходіїв у фільмі, включаючи Електро від Джеймі Фокса та Доктора Восьминога від Альфреда Моліни, тоді як Умберто Гонсалес із «TheWrap» назвав їх забавними «підробками в стилі „замани та "", і зазначив, що назва "Дзвінок додому" посилається на фразу з фільму "Інопланетянин" (1982). Грегорі Лоуренс з Collider вважав, що назва «Домашній шкідник» може вказувати на те, що фільм буде схожий на трилер 1990-х років, і вважав ці назви «дуже гарним жартом» для захоплення фанатів. Він також порівняв ці кадри з «жахливим / вселяючим благоговійний трепет дивом» фільмів Стівена Спілберга, порівнявши його з «Бовдурами» (1985), в той час як Жермен Люссье з io9 здалося, що кадр випускав «тонкі флюїди «Скарбів нації» та «Індіани Джонса». У липні 2021 року Marvel представила різні іграшки та фігурки для фільму, у тому числі Funko Pops, фігурки Marvel Legends та набори Lego.
До кінця серпня 2021 року, відповідаючи на питання про відсутність трейлера та офіційних зображень або описів фільму, Кевін Файґі розповів, що фільм не є «менш секретним, ніж будь-який з наших інших проєктів», і підтвердив, що трейлер буде випущений до прем'єри фільм у кінотеатрах. Хоча Sony займається маркетингом фільму, їхня маркетингова команда знаходиться в координації з Disney, щоб кожен знав, коли будь-який з них випускає контент, пов'язаний з КВМ, тому це «безпрограшний варіант для всіх». 22 серпня в соціальних мережах був опублікований перший тизер-трейлер, який втік, який «The Hollywood Reporter» порахувало «справжнім», а Sony почала роботу з видалення копій витоку. Адам Читвуд з Collider відзначив наростаючий онлайн-«пил», навколишній трейлер, і вважав, що незалежно від того, коли він був випущений і що було показано, він не буде «відповідати галасу, який фанати створили у своїх умах». Читвуд написав, що інші фільми 2021 року від Marvel Studios не мають такого ж рівня попиту, як «Людина-павук: Додому шляху нема», вказавши, що всі кастинги, про які ходили чутки, якщо вони є правдою, позиціонують фільм як "досвід, який буває один" раз у житті». Крім того, він запитав, чи боялася Sony вказувати дату виходу фільму в грудні 2021 року на тлі сплеску захворюваності на дельта-варіант COVID-19.
Тізер-трейлер був офіційно випущений 23 серпня під час панелі Sony на фестивалі CinemaCon 2021. Деван Коґґан з «Entertainment Weekly» зазначив, що трейлер підтвердив мультисвіт у фільмі, включаючи елементи з фільмів Реймі та Вебба, а Ітан Андертон з «/Film» назвав трейлер «чимось захоплюючим» через підтвердження багатьох чуток. Остін Ґослін з Polygon, навпаки, вважав, що багато з того, про що ходили чутки, не було розкрито в трейлері, тому, можливо, чутки були помилковими або Marvel все ще має намір зберігати їх у таємниці. Колега Андертона Джошуа Меєр назвав трейлер «безглуздо наповненим приголомшливими моментами» і зазначив, що фільм адаптуватиме сюжетну лінію коміксів «Ще один день»; Річард Ньюбі з The Hollywood Reporter раніше відзначав очевидність адаптації сюжетних ліній "Ще один день" і "Всього лише мить" після розкриття участі у фільмі Камбербетча. Багато коментаторів відзначили в трейлері натяки на Пісочну людину і Ящера як вказівку на формування Зловістої шістки. Вінні Манкузо з «Collider» був схвильований поверненням Моліни та можливою участю Дефо, але назвав це «дешевою попсою», оскільки це «не грає на руку історіям, які ви намагаєтеся розповісти в сьогоденні, нагадуючи аудиторії, що раніше було краще». Він також вважав, що трейлер «продовжив традицію Marvel, не даючи Людині-павуку Тома Голланда блищати у власних фільмах про Людину-павука», оскільки в трейлері Паркер мав «нуль пам'ятних моментів». За перші 24 години трейлер набрав 355,5 млн переглядів по всьому світу, ставши найбільш популярним трейлером в історії, перевершивши подібний рекорд «Месників: Завершення» (289 млн переглядів) і більш ніж удвічі перевищивши перегляди трейлера «Вдалині від дому» за перші (135 млн). Трейлер також викликав найбільший обсяг 24-годинних обговорень у соціальних мережах у всьому світі з 4,5 млн згадок, з яких 2,91 млн у США та 1,5 мільйона в інших країнах; знову були перевищені показники «Месників: Завершення» (1,94 млн у США, 1,38 млн в інших країнах).
Прем'єра офіційного трейлера відбулася на показі для фанатів, що пройшов у кінотеатрі Regal Sherman Oaks у Лос-Анджелесі 16 листопада 2021 року. Ґослін відчував, що трейлер «розкриває всю повноту мультивсесвіту Людини-павука від Marvel», у той час як його колега Метт Патчес відзначив відсутність у трейлері Людини-павука Маґвайра або Ґарфілда, але вважав, що «цілком можливо, що актори з'являться в «Людина-павук: Додому шляху нема». Джейсон Роббінс із Collider був розчарований трейлером, сказавши, що це було «те, чого ми очікували, але менше», оскільки не було підтвердження Маґвайра чи Ґарфілда чи «дальшого розуміння мультивсесвіту; а лише справжні лиходії з фільмів про інші втілення Людини-павука, яких ми очікували побачити». Деякі оглядачі сказали, що частини трейлера виглядали так, начебто Маґвайр і Ґарфілд були вирізані зі знятого матеріалу, наприклад, кадр, на якому Ящера, здається, б'є невидима сила. 24 листопада 2021 року Sony випустила кілька відео в TikTok для TheDailyBugle.net за участю Сіммонса та Райс.
Студія Sony Pictures вирішила пофантазувати, якби ми опинилися в альтернативному Всесвіті, хто міг би отримати звання Людини-павука та нести поважну місію супергероя в Україні. На цю роль обрали українського ведучого та шоумена Олександра Педана 

## Випуск
Прокат стрічки в США відбувся 17 грудня 2021 року. Раніше він був призначений для випуску 16 липня 2021, але був перенесений на 5 листопада 2021 через пандемію COVID-19, перш ніж отримав теперішню дату виходу.

### Театральний випуск
Світова прем’єра «Людина-павук: Додому шляху нема» відбулася в театрі Fox Village в Лос-Анджелесі 13 грудня 2021 року. Фільм вийшов у Великій Британії та Ірландії 15 грудня 2021 року, а в США – 17 грудня. був раніше призначений для виходу на 16 липня 2021 року, але був перенесений на 5 листопада 2021 року, перш ніж він був перенесений на грудень 2021 року через пандемію COVID-19. Це частина четвертої фази MCU. У серпні 2021 року Sony і CJ 4DPlex оголосили про угоду про випуск 15 фільмів Sony протягом трьох років у форматі ScreenX, включаючи «Людина-павук: Додому шляху нема». Повідомлялося, що в листопаді 2021 року фільм вийде в прокат у Китаї, що стало першим фільмом Четвертої фази, який зробив це після того, як «Чорна вдова», «Шан-Чі» та «Легенда про десять кілець», а також «Вічні» не вийшли в країні. Попри те, що станом на 18 грудня 2021 року дата релізу не визначена, частково через дипломатичну напруженість між Китаєм та Сполученими Штатами, включаючи запланований США дипломатичний бойкот Зимових Олімпійських ігор у Пекіні 2022 року.

### Домашній випуск
«Людина-павук: Додому шляху нема» планується випустити на Starz після його театральних і домашніх медіа-релізів. Це буде останній фільм, випущений Sony з ексклюзивним обмеженим випуском потокового відео на вимогу (SVOD) на Starz, оскільки наступні фільми будуть випущені на Netflix після того, як вони будуть випущені в кінотеатрах і домашніх медіа до 2026 року.
У квітні 2021 року Sony уклала угоду з Disney, надаючи їм доступ до їхнього застарілого вмісту, включаючи минулі фільми про Людину-павука та контент Marvel в SSU, щоб транслювати їх на Disney+ і Hulu та з’являтися в лінійних телевізійних мережах Disney. Дісней отримає доступ до ігор Sony, які будуть випущені з 2022 по 2026 рік, після того, як вони будуть доступні на Netflix.

## Сприйняття

### Касові збори
«Людина-павук: Додому шляху нема» зібрав $759 мільйона у США та Канаді та $1,026 мільйона на інших територіях, що становить $1.785  мільярдів у всьому світі.
У Сполучених Штатах і Канаді фільм заробив 50 мільйонів доларів на попередніх переглядах у четвер. Це була третя ніч попереднього перегляду в країні після «Зоряні війни: Пробудження сили» (57 мільйонів доларів) і «Месники: Завершення» (60 мільйонів доларів) і найбільша для Sony. У Південній Кореї фільм зібрав 5,28 мільйона доларів, тим самим випередивши день прем'єри фільму «Людина-павук: Далеко від дому» в країні більш ніж на 11% і є найбільшим показником для будь-якого фільму під час пандемії. Його перший день становив від 32 рупій (4,2 мільйона доларів США) до 34,50 рупій (4,6 мільйона доларів США), обійшовши «Месники: Завершення» та індійський фільм «Сор'яванші» (2021). Фільм побив перший рекорд касових зборів «007: Не час помирати» у Сполученому Королівстві та зібрав у прокаті 7,6 мільйона фунтів стерлінгів (10,1 мільйона доларів США). У день прем'єри фільм зібрав 43,6 мільйона доларів на міжнародних територіях.

#### Записи передпродажних квитків
Квитки надійшли в продаж опівночі 29 листопада 2021 року, а кілька вебсайтів, що займаються квитками, як-от Fandango та AMC Theaters, майже відразу зазнали краху через великий наплив користувачів, які намагалися придбати квитки. Продажі квитків на Fandango перевищили продажі квитків на Black Widow всього за дві години, і до кінця дня він став найкращим продажем квитків за перший день з часів «Месники: Завершення» (2019), а також перевищив 24-годинний продаж квитків на «Месники: Війна нескінченності» (2018), «Зоряні війни: Останні джедаї» (2017), «Людина-павук: Далеко від дому» (2019), «Зоряні війни: Скайвокер. Сходження» (2019) та «Бунтар Один. Зоряні Війни. Історія» (2016). «Людина-павук: Додому шляху нема» займає друге місце за кількістю продажів одноденних квитків на AMC, а генеральний директор Адам Арон приписав це токенам, які не змінюються на тему Людини-павука (NFT).
Фільм також встановив рекорди в Мексиці з 7 мільйонами доларів у продажі квитків у перший день, що на 40% більше, ніж у «Месники: Завершення» (2019). У Сполученому Королівстві фільм перевищив продажі «007: Не час помирати» (2021) тричі за один і той самий дванадцятиденний проміжок до виходу в прокат, тоді як продаж квитків у Бразилії був на 5% вище, ніж у «Месники: Завершення» (2019). Фільм також пройшов передпродажні записи «Зоряні війни: Скайвокер. Сходження» (2019) в Польщі та «007: Не час помирати» (2021) у Португалії. Інші ринки з найкращими показниками передпродажної продукції включають Іспанію, Бразилію та Центральну Америку.

### Реакція критиків

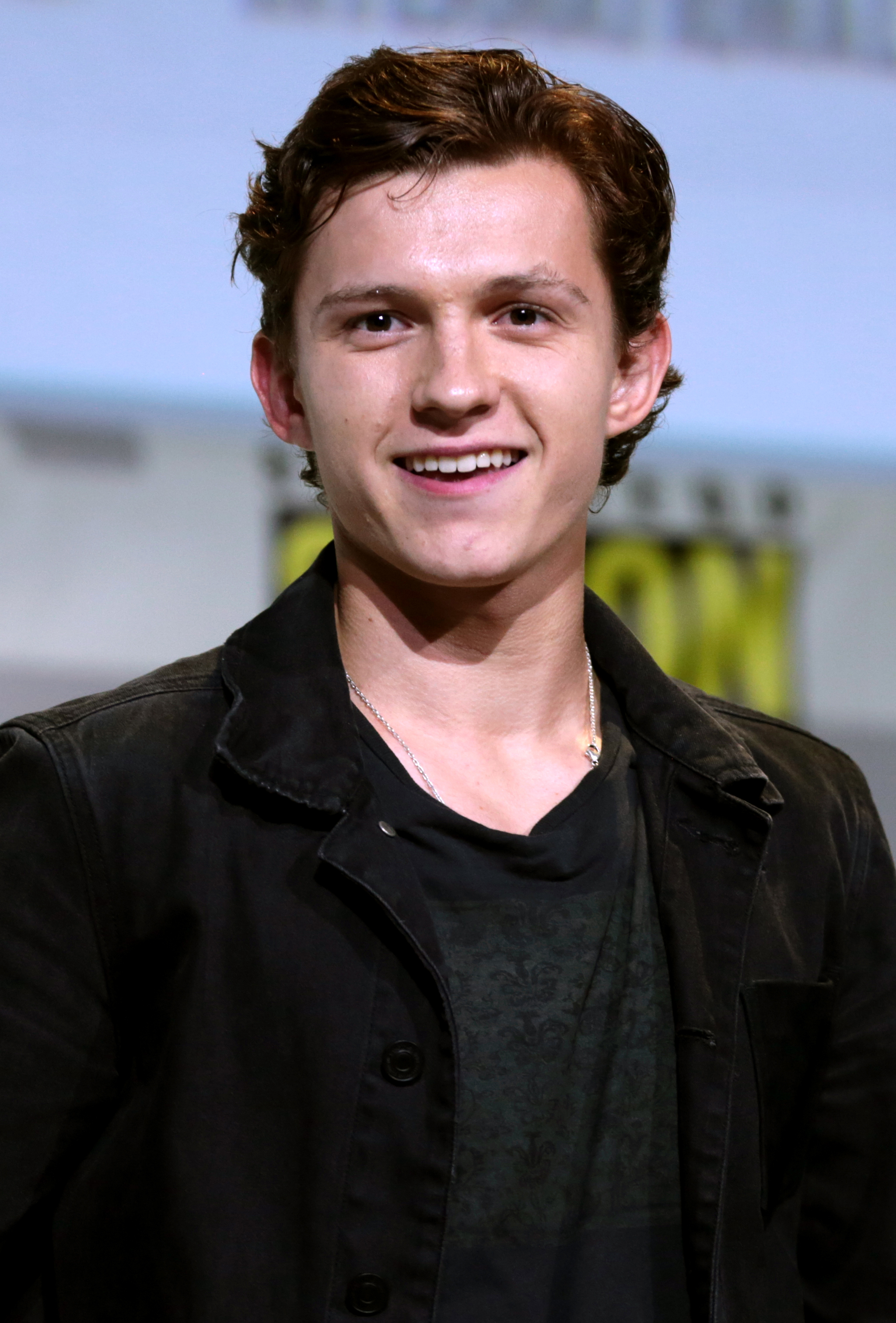
Виступ Тома Голланда в ролі Людини-павука отримав похвалу, і багато критиків відзначили його як видатного у фільмі.

Вебсайт-агрегатор оглядів Rotten Tomatoes повідомив про рейтинг схвалення 94% із середнім балом 7,9/10 на основі 270 оглядів. Критичний консенсус сайту звучить так: «Більше, сміливіше продовження Людини-павука, «Людина-павук: Додому шляху нема», розширює масштаби франшизи та ставки, не втрачаючи з поля зору її гумор і серце».
Ця серія франшизи отримала   найвищий рейтинг аудиторії в історії порталу Rotten Tomatoes.
На Metacritic фільм має середню оцінку 72 зі 100 на основі 55 рецензій, що вказує на «загалом схвальні відгуки». Авдиторія, опитана CinemaScore, поставила фільму рідкісну оцінку «А+» за шкалою від A+ до F, це був перший фільм про Людину-павука в прямому етері, який отримав оцінку, і четвертий фільм КВМ, який отримав оцінку після «Месників» (2012), «Чорна Пантера» (2018) і «Месники: Завершення» (2019). PostTrak повідомив, що 95% авдиторії дали йому позитивну оцінку, а 89% сказали, що безумовно рекомендують його.
Амелія Ембервінґ з IGN поставила фільму 8 балів із 10, заявивши, що його «вплив на всесвіт в цілому, а також загальні емоційні удари, усе відчувається заробленим», водночас похваливши виступи Дефо, Моліни та Фокса. Піт Гаммонд з Deadline Hollywood високо оцінив режисуру Воттса і написав: "Голланд, Зендая і Баталон - безцінне тріо, і різні лиходії та "інші", які з'являються і з'являються, роблять цей фільм розвагою найвищого порядку. Фанати будуть на небі». Пітер Дебрюж із Variety високо оцінив виступи Ґарфілда та Маґвайра і вважав, що фільм «забезпечує достатню роздільну здатність для останніх двох десятиліть пригод Людини-павука, щоб глядачі, які відключилися на цьому шляху, будуть винагороджені за спробу цього». Написавши для журналу Den of Geek, Дон Кей поставив фільму 4 зірки з 5, похваливши операторську роботу, сцени екшн, виступи та хімію акторів, заявивши, що «Людина-павук: Додому шляху нема» передає весь спектр фільмів про Людину-павука під час встановлення сцени». характер нарешті на свій власний курс». Дженніфер Біссет з CNET похвалила сцени, вистави, операторську роботу та діалоги, написавши: «Вплив братів Руссо майже можна відчути, коли третій голландський фільм «Людина-павук» вийшов на нову, важливішу територію. Якщо персонаж стане наступним Тоні Старком , це спосіб закарбувати ще кілька шрамів на більш цікавому фасаді героя. Якщо ви прийшли на найбільший фільм року, ви точно підете задоволені».
Кевін Махер з The Times поставив фільму 4 зірки з 5, сказавши, що його «настільки приємно дивитися, так і небезпечно обговорювати», і описав його як «динамітний вибух постмодернізму в штанах, який ніколи не втрачає своєї емоційності». ядро». Бенджамін Лі з The Guardian поставив фільму 3 зірки з 5, похвалив Воттса за те, що він «повернув численних лиходіїв із попередніх всесвітів Людини-павука, здійснив захоплюючу, витончену хореографічну пригоду, яка заспокоїть широку базу шанувальників цього Різдва», але відчуваючи, що сценарій "не має очікуваного шипіння, того відчуття кудлатої забави, яка намагається пробитися крізь більш роботизований сюжет". Кейт Ербланд з IndieWire поставила фільму оцінку «B–», відчуваючи, що робота Воттса була «задовільною, емоційною та інколи нестійкою». Вона виявила, що сценарій «занадто довго зупинявся на махінаціях людей і планах, які ми вже знаємо, вводячи незручне оману та просто відкладаючи неминуче». Джон ДеФор з The Hollywood Reporter вважає, що включення «різноманітного хаосу» стосується «залізної людини-іфікації персонажа», яка робила фільми, орієнтовані на Голланда, «найменш веселими».
Insider поставив фільму оцінку «А–», написавши: «Людина-павук: Додому шляху нема», ви не будете розчаровані». Браян Лоурі з CNN похвалив гумор, написавши: «Вже очевидно, що цей фільм був задуманий для того, щоб насолоджуватися та насолоджуватися. І в тому, що стає все більш невловимим явищем, це включатиме крики та крики вдячних шанувальників у кінотеатрах, де " Людина-павук» спочатку розкриє свої секрети, а потім, швидше за все, продемонструє свої ноги». Chicago Sun-Times поставила фільму 3 бали з 4, похваливши виступи Голланда та Зендаї, написавши: «Немає нічого нового чи особливо пам’ятного у справному CGI та практичних ефектах, але ми продовжуємо інвестувати в результат значною мірою, тому що Голланд залишається найкращою з кінематографічні Люди-павуки, а Зендая надає сердечність, кмітливість і теплоту кожну мить, коли вона на екрані. Ми продовжуємо вболівати за те, щоб ці двоє зробили це, навіть якщо мультивірш не завжди на їхньому боці". На противагу цьому, Білґе Ебірі з Vulture назвав фільм «агресивно посереднім», але похвалив Дефо, який, за його словами, "знов може трохи повеселитися з розділеним "я" свого персонажа" - і Ґарфілда, назвавши його роботу найкращою в стрічці.

## Сиквел
До серпня 2019 року четвертий фільм франшизи розроблявся разом із «Людина-павук: Додому шляху нема». У лютому 2021 року Голланд сказав, що хоча «Людина-павук: Додому шляху нема» був останнім фільмом за його контрактом з Marvel і Sony, він сподівався продовжити грати Людину-павука в майбутньому, якщо попросять. Того липня Зендая сказала, що не знала, чи буде знятий ще один фільм про Людину-павука. У жовтні Голланд заявив, що «Людина-павук: Додому шляху нема» розглядається як «кінець франшизи», яка почалася з «Людина-павук: Повернення додому», і що будь-які додаткові сольні фільми з персонажами «Людини-павука» КВМ відрізнятимуться від цієї трилогії. побудова «щось іншого» зі зміною тону.
Наступного місяця Голланд сказав, що він не впевнений, чи повинен він продовжувати знімати фільми про Людину-павука, що він сподівається, що фільм буде зосереджено на Майлзі Моралезі, а не на Паркері, і що продовжувати грати персонажа у віці 30 років, можливо, було ознака того, що він «робив щось не так». Незважаючи на це, Паскаль заявила, що сподівається продовжити співпрацю з Голландом над майбутніми фільмами про Людину-павука, а пізніше пояснила, що Sony і Marvel Studios мають намір зняти ще принаймні три фільми про Людину-павука з Голландом, а Marvel і Sony готуються почати. на перший із цих фільмів до кінця листопада 2021 року. Однак The Hollywood Reporter зазначив, що офіційних планів щодо нової трилогії не було, незважаючи на міцні робочі відносини між студіями. Наступного місяця Файґі сказав, що Людина-павук з'явиться в майбутньому фільмі КВМ, і додав, що Disney і Sony разом працюють над майбутнім фільмом про Людину-павука без «травми розлуки», яка сталася після «Людина-павук: Далеко від дому».